# 比洛普留
比洛普留，是西班牙加泰罗尼亚赫罗纳省的一个市镇。总面积17平方公里，总人口152人（2001年），人口密度9人/平方公里。